# Àngel Sala Corbi
Àngel Sala Corbi   (Barcelona, 1964) és un escriptor i crític de cinema, que dirigeix des del 2001 el Sitges- Festival Internacional de Cinema Fantàstic de Catalunya. És autor, coautor i editor d'una trentena de llibres, molts dels quals analitzen diversos aspectes en
torn al gènere fantàstic i el terror, com Cine fantástico y de terror alemán. 1913-1927 (2005), Universo Lynch (2006), El demonio en el cine (2007), American Gothic. El cine de terror USA. 1968-1980 (2007), El cine de ciencia ficción. Explorando mundos (2008) o Profanando el sueño de los muertos: Una historia oculta del cine fantástico español (2010).